# Haïfa Jabri
Pour les articles homonymes, voir Jabri.
Haïfa Jabri, née le 26 mars 1991, est une escrimeuse tunisienne pratiquant le fleuret.

## Carrière
Elle remporte la médaille d'argent en fleuret par équipes aux championnats d'Afrique 2008 à Casablanca. Elle est médaillée d'or au fleuret par équipes et médaillée de bronze au fleuret individuel aux championnats d'Afrique 2009 à Dakar. Aux championnats d'Afrique 2010 à Tunis, elle est médaillée d'argent par équipes et médaillée de bronze au fleuret individuel. Elle est médaillée d'argent au fleuret par équipes aux championnats d'Afrique 2011 au Caire, puis médaillée d'or en fleuret par équipes aux championnats d'Afrique 2012 à Casablanca et 2013 au Cap.
Aux Jeux africains de 2015 à Dakar, elle obtient la médaille d'or en fleuret par équipes et la médaille d'argent en fleuret individuel.
Elle dispute les championnats d'Afrique 2016 à Alger, y obtenant la médaille d'or en fleuret par équipes et la médaille de bronze en fleuret individuel.
Médaillée de bronze en fleuret par équipes aux championnats d'Afrique 2017 au Caire, elle est sacrée championne d'Afrique en fleuret par équipes aux championnats d'Afrique 2018 à Tunis.